# 1069
Évszázadok: 10. század – 11. század – 12. század
Évtizedek: 1010-es évek – 1020-as évek – 1030-as évek – 1040-es évek – 1050-es évek – 1060-as évek – 1070-es évek – 1080-as évek – 1090-es évek – 1100-as évek – 1110-es évek
Évek: 1064 – 1065 – 1066 – 1067 –  1068 – 1069 – 1070 – 1071 – 1072 – 1073 – 1074

## Események
- Salamon és a hercegek serege kiűzi az országból a Morvaország felől betörő cseheket.
- I. Vilmos angol király az északi területek elpusztításával válaszol, a szászok lázongásaira. Seregével végigszáguld az országrészen és Yorktól Durhamig mindent feléget ami útjába kerül. Több mint 100 000 ember esik áldozatul az éhínségnek és a téli hidegnek.
- Maus városa kiváltságlevelet kap.
- IV. Krešimir horvát király saját királyságához csatolja Zára városát.

## Halálozások
- Ibn Hazm muzulmán filozófus és hittudós